# Primula carniolica
Primula carniolica är en viveväxtart som beskrevs av Nikolaus Joseph von Jacquin. Primula carniolica ingår i släktet vivor, och familjen viveväxter. Inga underarter finns listade i Catalogue of Life.

## Bildgalleri

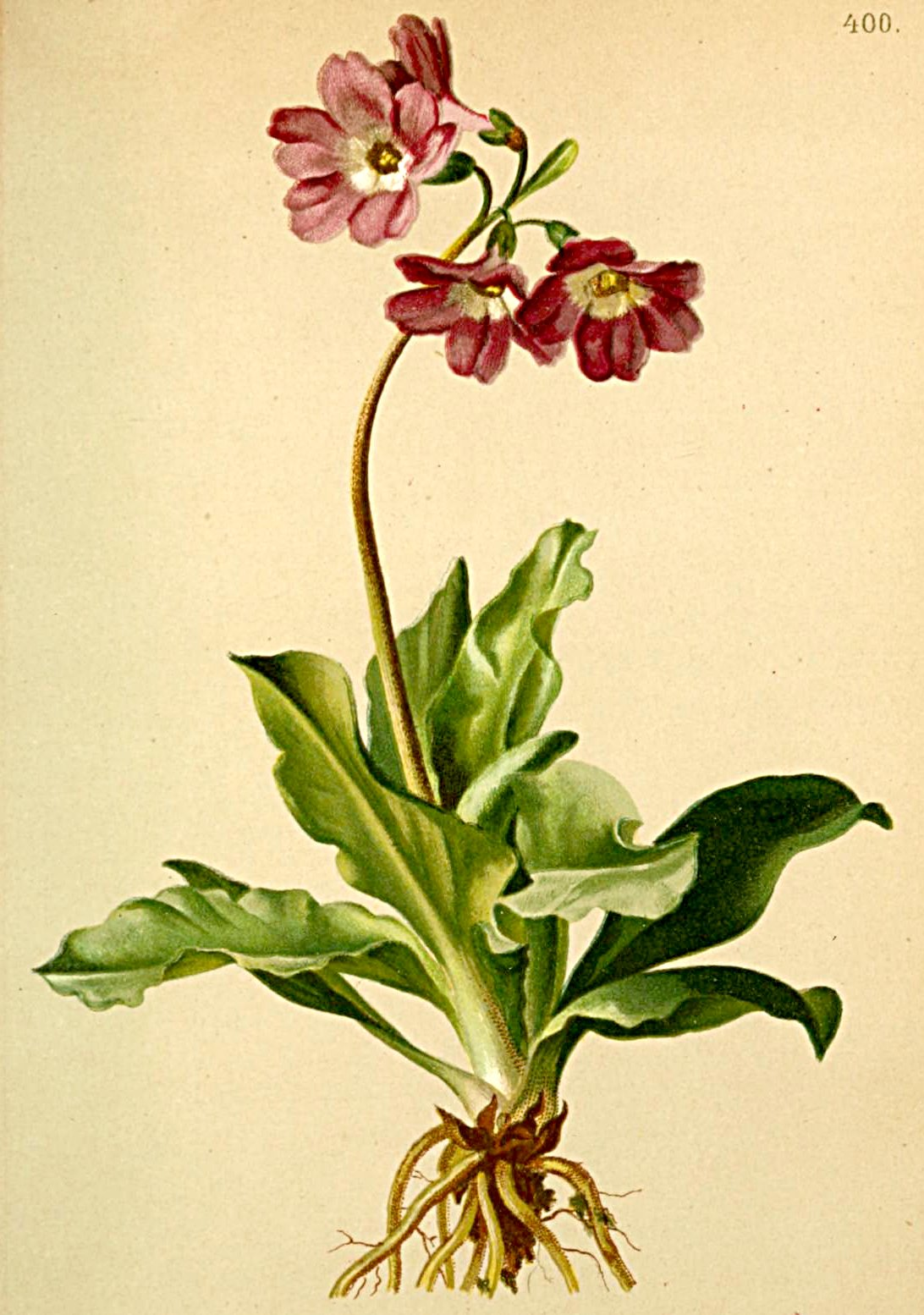